# Örestens län

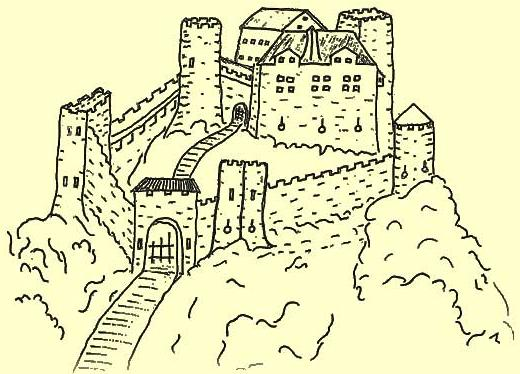
Borgen 1502

Örestens län var ett slottslän i södra delen av landskapet Västergötland för riksborgen Örestens fästning. Det fanns under drottning Margaretas regeringstid (1389-1412) och upphörde efter att borgen nedbrändes 1521.
Länet omfattade inledningsvis Marks härad. Eventuellt ingick också efter borgen Opensten raserats 1434 dess län: Kinds härad och Mo härad.